# Fliegerdenkmal (Wasserkuppe)

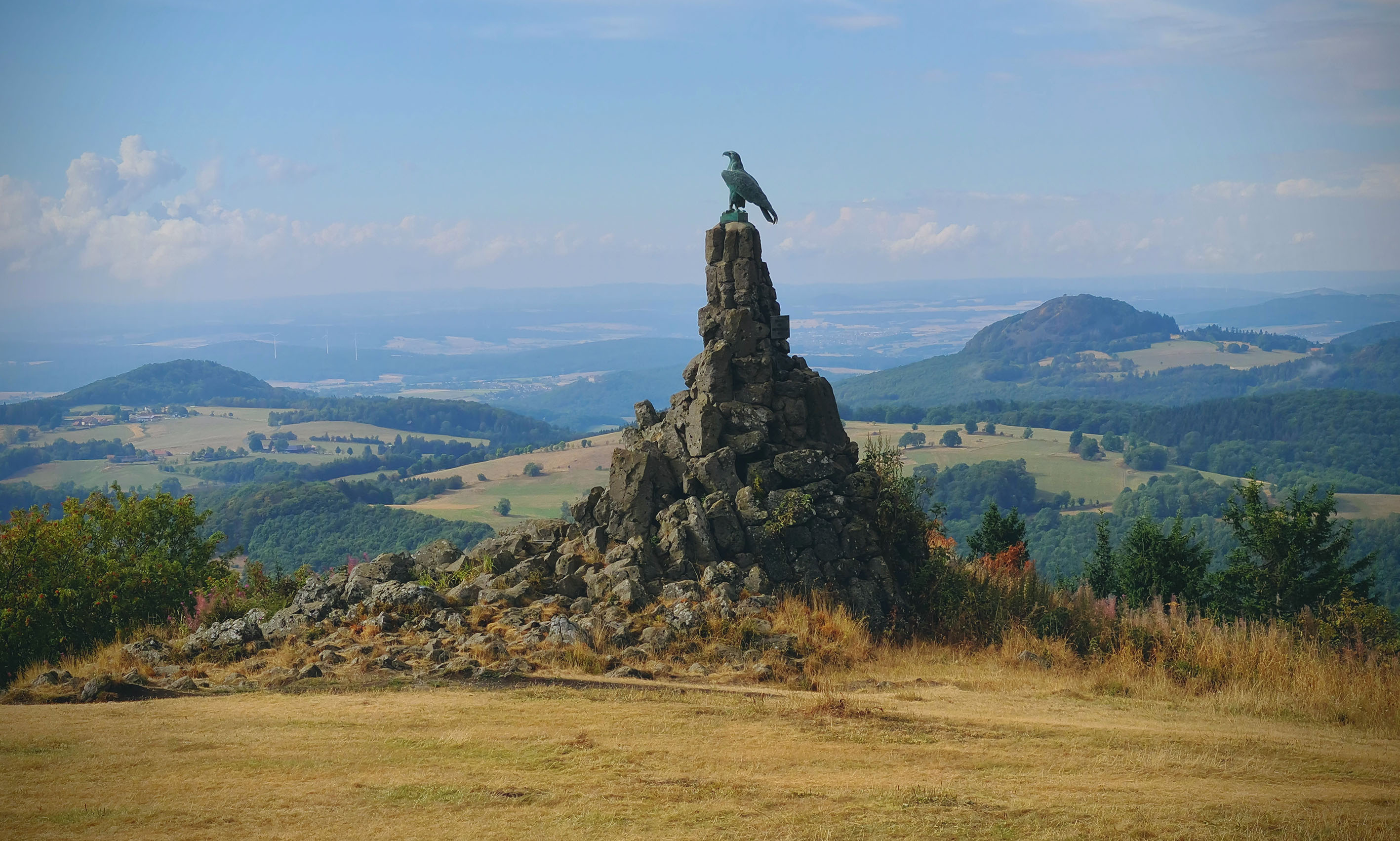
Das Fliegerdenkmal auf der Wasserkuppe, im Hintergrund links der Stellberg und rechts die Milseburg.

Das Fliegerdenkmal auf der Wasserkuppe in der Rhön wurde 1923 errichtet und erinnert an die im Ersten Weltkrieg (1914–1918) gefallenen Kampfpiloten.

## Lage

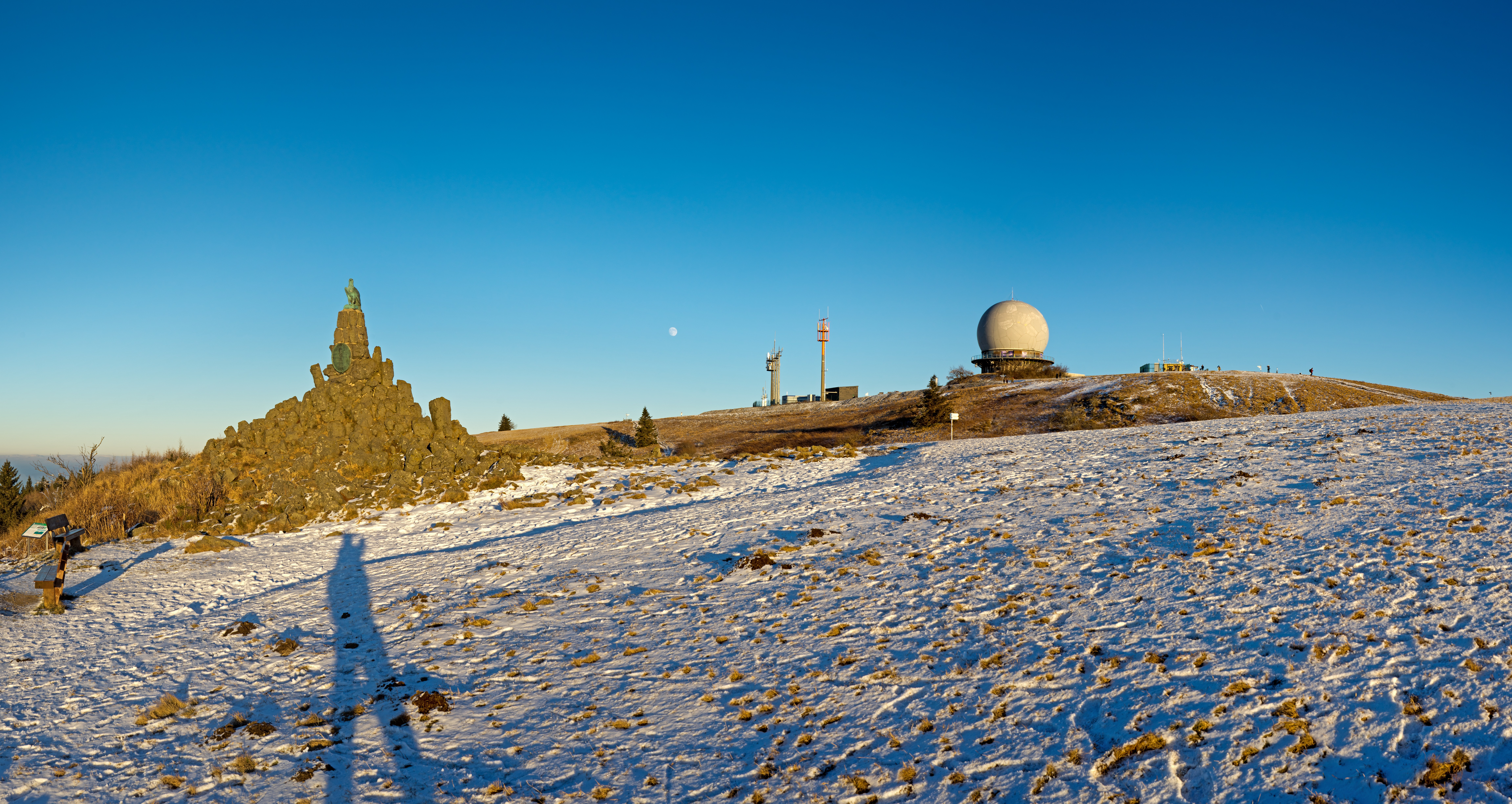
Lage des Fliegerdenkmals unterhalb des Gipfels

Das Fliegerdenkmal steht am Westhang der Wasserkuppe oberhalb von Abtsroda (Koordinaten: 50° 29′ 53″ N, 9° 55′ 59″ O). Es wurde errichtet auf einem Vulkanschlot, früher Lerchenhügel, später „Loessl Steine“ genannt. Carl Oskar Ursinus hatte diesen Ort für eine jährliche Gedenkfeier bestimmt, da während des ersten Rhönwettbewerbs Eugen von Loessl am 9. August 1920 von hier zu seinem letzten Flug gestartet war. Am 14. August 1921 starb hier auch der Weltkriegspilot Wilhelm Leusch, der zweite Tote des Segelflugs, durch Flächenbruch aufgrund einer Fehlkonstruktion seines Segelflugzeuges Weltensegler.

## Entstehungsgeschichte

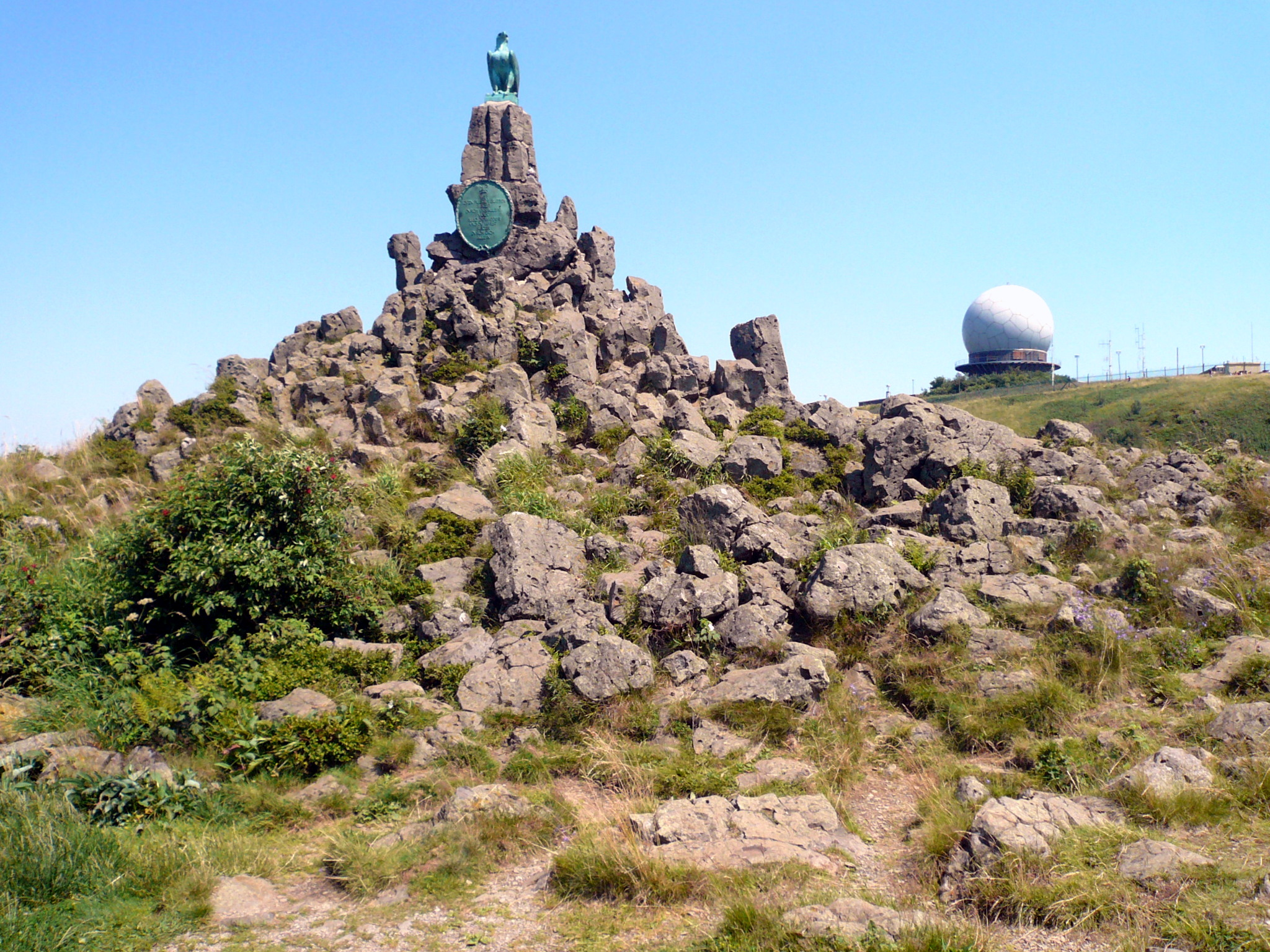
Denkmal mit Radom im Hintergrund

Nach Ende des Ersten Weltkrieges waren verschiedene kameradschaftliche Vereinigungen entstanden, die sich später im Ring der Flieger e. V. vereinigten. Vermutlich 1922 entstand die Idee einer Deutschen Flieger-Gedenkstätte. Diese sollte ursprünglich im Harz errichtet und all jenen geweiht werden, „die im Frieden und im Kriege im Kampf um die Eroberung der Luft ihr Leben gewagt und eingesetzt, mit ihrem Tode ihr Streben besiegelt haben.“
Die Verbindung zur Rhön ergibt sich durch die Entwicklung des Segelflugs auf der Wasserkuppe, der Harz war hierzu weniger geeignet. Einige bekannte Weltkriegspiloten stammten aus der Segelfliegerei und hatten erfolgreich an den ersten Segelflugwettbewerben teilgenommen.
Reichswehr-Oberleutnant Ottfried Fuchs, der Geschäftsführer des Ring der Flieger e. V. und der Münchner Architekt Johannes Moßner, ebenfalls ein Weltkriegspilot, führten die Verhandlungen wegen des Bauauftrages.
Skulptur wie Inschrift des Denkmals spiegeln den revisionistischen Zeitgeist der 1920er Jahre. Die Inschrift glorifiziert den Kriegstod der Flieger und fordert das Deutsche Volk zur Nichtakzeptanz der Niederlage des Ersten Weltkriegs auf. Sie lautet: „WIR TOTEN FLIEGER BLIEBEN SIEGER DURCH UNS ALLEIN - VOLK FLIEG DU WIEDER UND DU WIRST SIEGER DURCH DICH ALLEIN.“

## Adlerskulptur

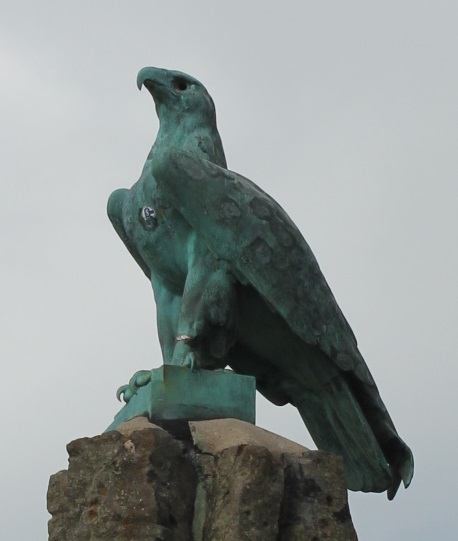
Adlerskulptur

Die Skulptur schuf der Bildhauer und Tierplastiker August Gaul. Zwei weitere Exemplare befinden sich in der  Hamburger Kunsthalle und der Nationalgalerie Berlin. Gegossen wurde sie in der Kunstgießerei Hermann Noack in Berlin.
Das Exemplar des Fliegerdenkmals war ursprünglich für die Toreinfahrt der Villa von Albert Ballin, des Generaldirektors der HAPAG, in Hamburg bestimmt (heute: UNESCO-Institut für Pädagogik). Nach Ballins Tod am 11. November 1918 vermachte seine Witwe 1923 die Plastik und einen erheblichen Geldbetrag an Reichswehr-Oberleutnant Ottfried Fuchs, den Geschäftsführer des Rings der Flieger e. V. Sie war davon überzeugt, im Namen ihres verstorbenen Mannes und getreu seiner vaterländischen Gesinnung zu handeln.
Im Bestandskatalog der Skulpturenabteilung der Hamburger Kunsthalle (Die Dritte Dimension von Georg Syamken, Hamburg 1988) wird die Adlerskulptur wie folgt beschrieben:
„Das Urbild aller nationalsozialistischen Adler mit allen Paraphernalia des Raubtiers, seiner wehrhaften Schönheit und seiner diskret unter seinem wohlig gespannten Gefieder verborgenen Energie. Angesichts des Klimas vor dem Ersten Weltkrieg ein nicht mehr unschuldiges Symbol monumental zur Schau gestellten Machtbewußtseins und dennoch ein Werk, das wegen seiner Originalität Respekt abnötigt. Es ist – allein von seinem Format her – mehr als eine bildhauerische Skizze tierischen Seins und Verhaltens, aber es hütet sich, jede anthropomorphe Parallele über das naturalistische Maß hinaus zu strapazieren. Die Sinnbelastung ergibt sich aus der Heraldik: Die Nähe zum Wappentier des Deutschen Reiches ist in dieser Größe nicht mehr zu übersehen; das wartende Spähen zu sehr auf die geopolitische Einsamkeit des Reiches zu beziehen, die irrtümlicherweise noch als aussichtsreich galt ….“
Nach dem Zweiten Weltkrieg war der Adler wahrscheinlich Zielscheibe der Besatzungssoldaten. Bei einer Instandsetzung durch die Fuldaer Firma Pfeifer (1954) wurden 68 Durchschüsse geflickt.

## Bronzetafeln
Die ovale Bronzetafel auf der Vorderseite trägt den von Oberleutnant Ottfried Fuchs verfassten Text:
Auf der kleinen, rechteckigen Tafel auf der Rückseite ist kurz vermerkt:

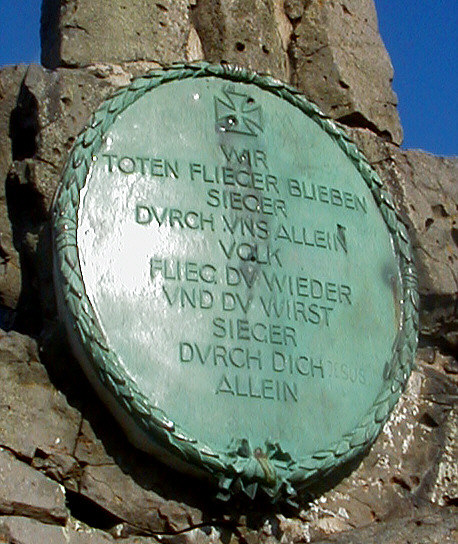
Bronzetafel (Vorderseite)
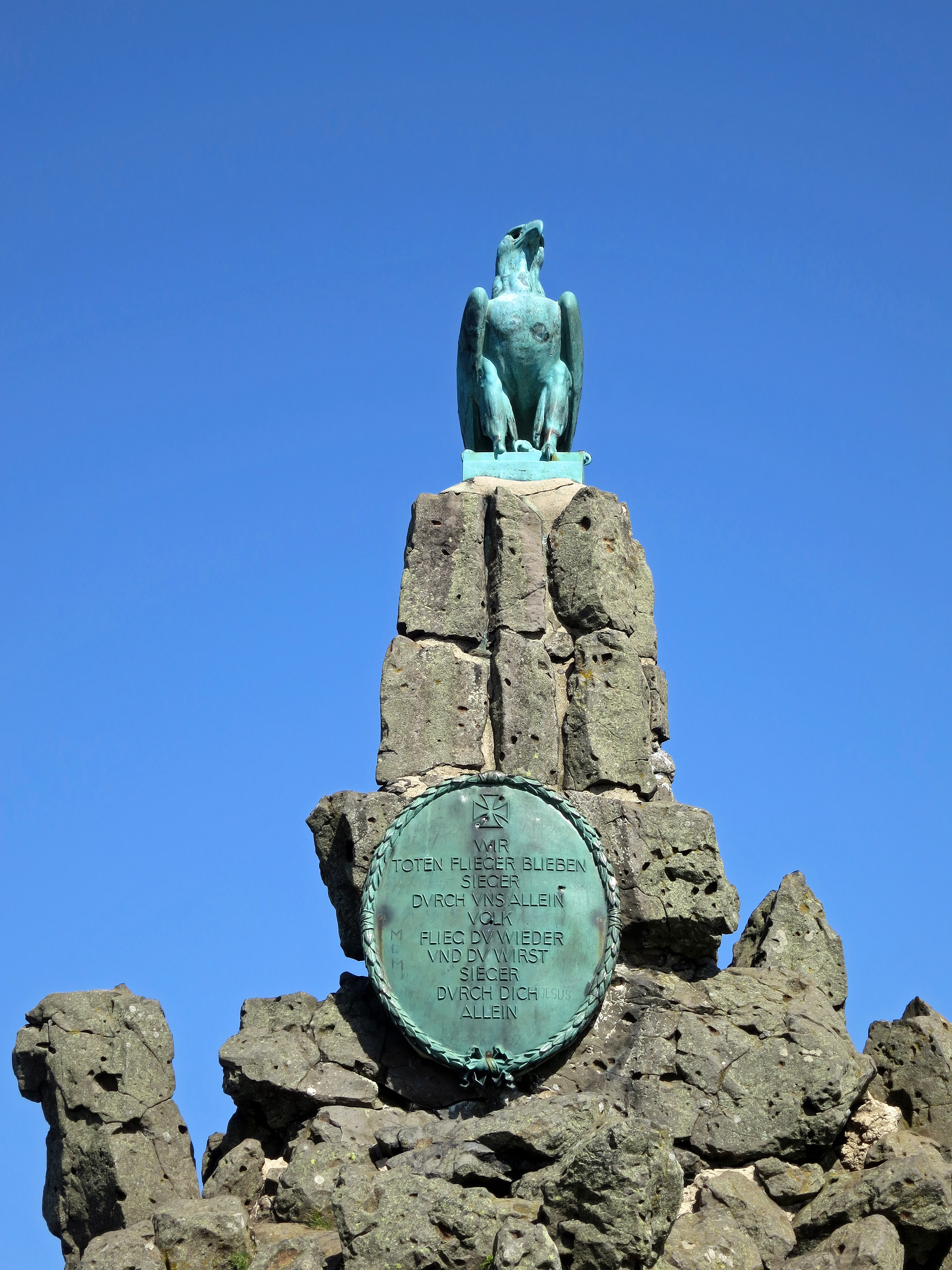
Adlerskulptur mit Bronzetafel (Vorderseite)
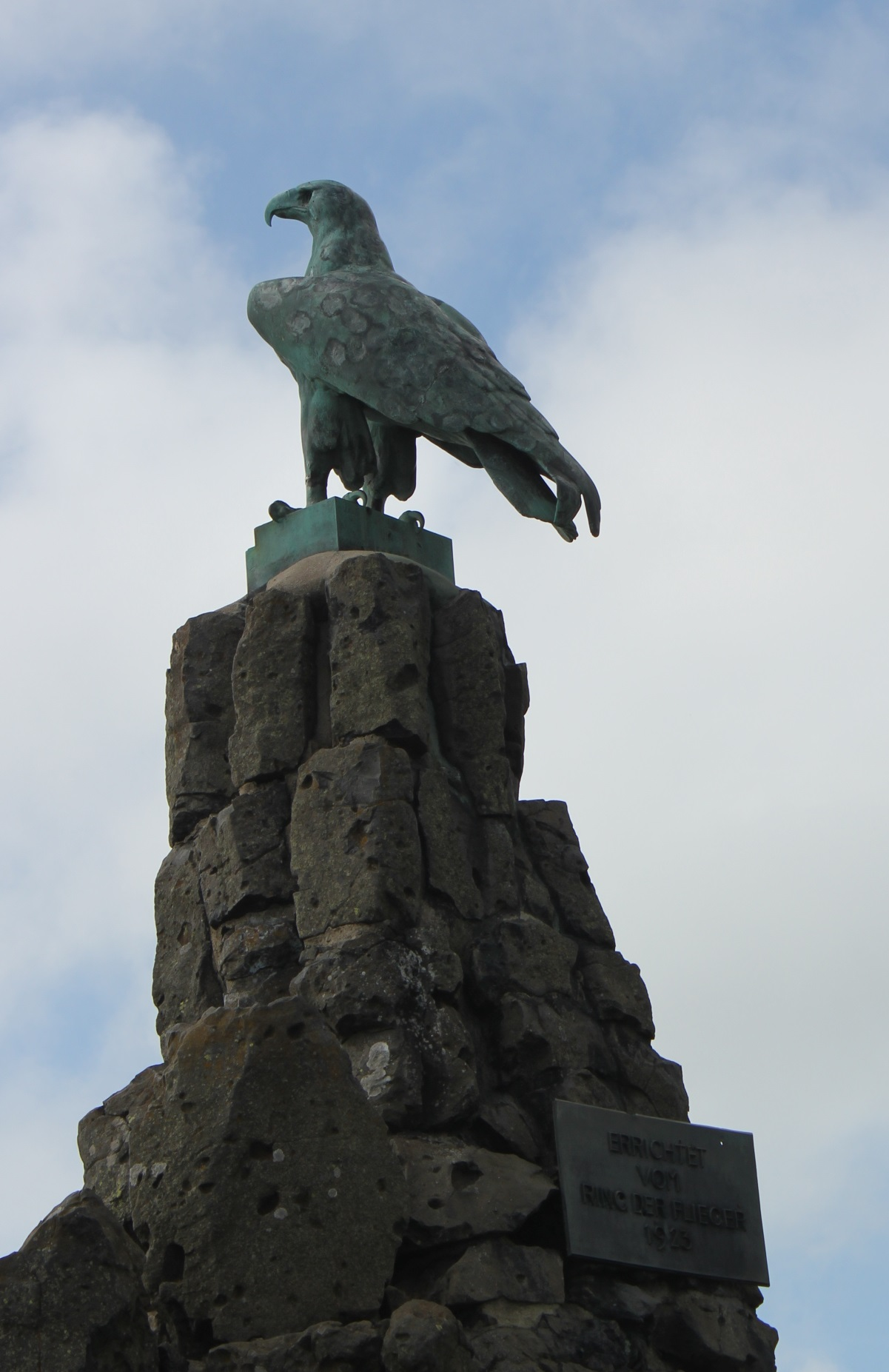
Adlerskulptur mit Bronzetafel (Rückseite)

## Einweihungsfeier
Das Denkmal wurde am Donnerstag, dem 30. August 1923, einem Werktag, mit einem Festakt eingeweiht. Trotz eines normalen Werktages wohnten nach Schätzung des Berichterstatters der Fuldaer Zeitung 100.000 Menschen der Feier bei. Die Einweihungsfeier fand im Rahmen eines Rhönsegelflugwettbewerbs statt. Die Reichsbahn hatte insgesamt sechs Züge von Fulda nach Gersfeld eingesetzt.

### Ehrengäste
Berichtet wird von zahlreichen, namhaften Ehrengästen, z. B.:
- Prinz Heinrich von Preußen (der Bruder Kaiser Wilhelms II)
- Herzog Ernst August von Braunschweig mit Gemahlin
- Alfred von Tirpitz (Großadmiral)
- Erich Ludendorff (ehemaliger Generalstabschef)
- Felix Graf von Luckner (Seeoffizier)
- Oberst Hermann Thomsen (ehemaliger Chef der Feldflieger und Generalstabschef der Luftstreitkräfte)
- Freifrau von Richthofen (Mutter des gefallenen Manfred von Richthofen und von Lothar von Richthofen)
- Die Witwe des Generals Ernst von Hoeppner (ehemaliger Kommandierender General der Luftstreitkräfte)
- Hauptmann Helmut Wilberg (Organisator der neuen Fliegertruppe in der Reichswehr)
- Otto Boelitz, preußischer Kultusminister
- Ministerialrat von Bredow
- Georg Voigt (Oberbürgermeister von Frankfurt)
- Gustav Springorum (Regierungspräsident Kassel) und alle Landräte des Regierungsbezirks

Außerdem zählte man 34 Pour-le-Mérite-Frontflieger, sowie zahlreiche Generäle aller Waffengattungen, in Uniform und mit Orden und Ehrenzeichen, sowie unzählige Träger von Kriegsfahnen und Ordensbannern.
Die Teilnehmer sahen ihre Anwesenheit auch als stillschweigenden Protest gegen die im Vertrag von Versailles vom 28. Juni 1919 ausgesprochenen Flugbeschränkungen gegen Deutschland.

### Festakt

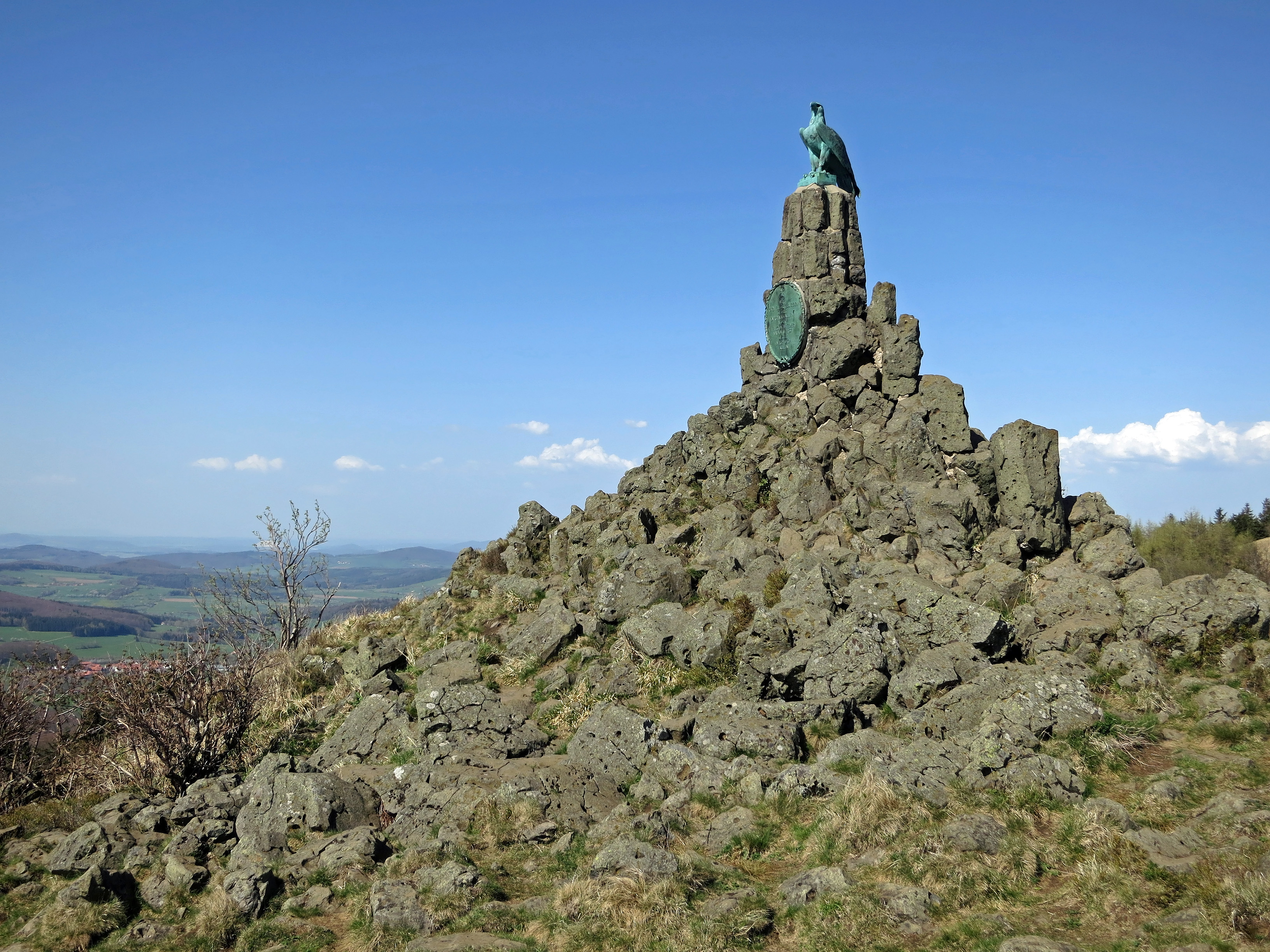
Denkmal mit Blick in das Tal

Der Musikzug des Infanterieregiments 21 (Würzburg) spielte Siegfrieds Totenklage. Ein Herren-Quartett der Frankfurter Oper trug das Gebet von Goltermann (Herr, den ich tief im Herzen trage) und das Volkslied vom Guten Kameraden vor.
Der Vorsitzende des Rings der Flieger e. V., Generalleutnant a. D. Walter von Eberhardt hielt die Weiherede. Unter anderem führte er aus: „Wie der Basalt des Denkmals in deutschem Boden wurzelt, so soll unsere Kraft in deutschem Boden wurzeln. Und eigene deutsche Kraft wird es sein, die alle Fesseln, die Schmach und Schande, die Not und Elend uns angelegt haben, wieder sprengen wird. Nach Westen blickt der Adler. Er weist uns den Weg, den wir gehen müssen. Die Inschrift des Denkmals sei unser Wahlspruch“.
Es folgte eine Unzahl von Kranzniederlegungen. Bemerkenswert ist die Schleife des Kranzes vom Bund der Jagdflieger, sie trug den sinnigen Vers: „Adler, Du halte Wacht! Um uns ist Schande und Nacht. Siehe dort hinter dem Rhein schlummert der Brüder Gebein bis einst der Morgen erwacht. Adler Du, halte die Wacht!“
Das gemeinsam gesungene Niederländische Dankgebet („Wir treten zum Beten vor Gott den Herrn, ihn droben zu loben mit Herz und Mund; und machet groß seines lieben Namens Ehren, der jetzo unsern Feind warf auf den Grund“) und das Deutschlandlied bildeten den feierlichen Abschluss.

### Flugtag
Bereits am 29. August landete gegen 19.30 Uhr im dichten Nebel ein Motorflugzeug des Deutschen Aero-Lloyd, das drei Stunden vorher mit dem Piloten Piper und einem Passagier in Berlin-Staaken gestartet war, auf der Wasserkuppe. Es war das erste Motorflugzeug, das auf der Wasserkuppe landete. Ein weiteres Motorflugzeug von Breslau landete in der Nähe von Fulda.
Der 30. August 1923 war ein stürmischer Tag mit Windgeschwindigkeiten von 15 m/s und orkanartigen Böen bis zu 36 m/s, die Motorflieger für die Ehrenrunden während der Feier blieben daher am Boden. Trotzdem starteten später mutige Piloten, es gab zahlreiche Unfälle.
- Fritz Stamer flog an diesem Tag mit seinem schweren Segler „Bremen“ einen 35 Minuten-Flug vorbei am Eubeberg (Eube) und den Dreierhöfen bis in die Schwalmbach.
- Hans Hackmack stürzte mit einem Messerschmitt-Eindecker S-14 beim Roten Moor ab, er wurde leicht verletzt.
- Richard Tracinski mit dem Eindecker „Galgenvogel“ verlor über Abtsroda die Kontrolle und stürzte ebenfalls ab. Er erlitt Kopfverletzungen und eine Gehirnerschütterung.
- Max Standfuß, ebenfalls ein Weltkriegspilot, schlug vor dem Westhang auf. Er starb abends im Tanner Krankenhaus und war das dritte Todesopfer des Segelflugs.

### Kritik
Der „martialische Festakt“, die „heroischen Reden“ und das „vaterländische Getue“ fand nicht nur Zustimmung. Rhönvater Oskar Ursinus widmete dem Spektakel in seiner Zeitschrift Flugsport lediglich knappe 16 Zeilen (164 Worte):

„Die Einweihung eines Fliegerdenkmals fand am 30. August auf der Wasserkuppe statt. Hunderttausende von Menschen hatten sich dazu eingefunden. Unter den Gästen waren u. a. Prinz Heinrich von Preußen, General Ludendorff, Graf Luckner. — Das Ehren- und Erinnerungszeichen ragt am Nordhang der Wasserkuppe empor: auf zusammengetürmten Basaltfelsen erhebt sich der Sockel, den der Adler umkrallt, eine prächtige Schöpfung des bekannten Tierbildhauers Gaul. Wenig Denkmäler dürfte es geben, die einen solch wuchtigen, würdigen, großen Eindruck hinterlassen, wie dieses Fliegerdenkmal, und keines, das in so großer, erhabener Umgebung, an so ausgezeichneter Stätte steht. Links liegt dem Blick die Bergwelt der Rhön offen und weit geht der Blick des Adlers über die Lande, gen Fulda, und überschaut die deutschen Gaue, umbraust von den Stürmen der Rhön. Und all das, was das Denkmal sagen will, ist zusammengefaßt in den Worten des unbekannten Dichters, die die westliche Tafel trägt: „Wir deutschen Flieger, wir blieben Sieger, durch uns allein!“ Die andere Tafel trägt die Widmung: „Errichtet vom Ring der Flieger 1923“.“

Auch Kurt Tucholsky kritisierte das Denkmal und den Kult um die Segelflieger in den 1920er Jahren in der Weltbühne. Er schrieb 1931:

„Diese Jungen da freuen sich an einem Sport, das geschieht in jedem Lande, und es sei ihnen gern gegönnt. Wozu muß in diese, wie man denken sollte, harmlose Betätigung das Gift des Nationalismus hineingetragen werden?
Weil in Deutschland keine Verdauungsstörung vor sich geht, ohne daß nicht einer dazu brüllt: »Im Felde unbesiegt! Trotz allem! Hurra!« Sie bekommen es sogar fertig, ein Fliegerdenkmal zu errichten, auf dem diese Unwahrheit prangt:
                Wir toten Flieger
Blieben Sieger
Durch uns allein.
Volk
Fliege wieder
Und du wirst Sieger
Durch dich allein.
Schön, aber falsch. Die toten Flieger sind jene, die abgeschossen, also unterlegen sind - was ihnen gewiß nicht zur Schande gereicht. Aber aus einem Abschuß, den man im umgekehrten Fall als Glorie feiert, einen Sieg zu konstruieren, das geht doch wohl nicht an.
Rossitten. Segelflug an der Rhön. Herr Dominicus, Staatsminister a. D. Verein für das Deutschtum im Ausland. Es ist überall dasselbe. Es ist übelste Wichtigmacherei, Nationalismus, geistige Aufrüstung an allen Ecken und Enden und Reklame für den nächsten Krieg.“

## Die Gedenkfeier 1951
Am 26. August 1951, nach sechsjähriger Verbotszeit und Wiederzulassung des motorlosen Flugsports nach dem Zweiten Weltkrieg fand ebenfalls eine Feierstunde statt. In einer schlichten Zeremonie wurde der toten Fliegerkameraden aller Nationen gedacht. Presseagenturen nannten 50.000 Besucher.